# Agócs Írisz
Agócs Írisz (Baja, 1977. december 29. –) képzőművész, könyvillusztrátor.

## Pályafutása
Általános iskolai és gimnáziumi tanulmányai mellett részt vett egy hatéves művészeti alapképzésen. Egyetemi tanulmányait a pécsi egyetem néprajz–kulturális antropológia szakán végezte, de egyre inkább az illusztrálás és a különböző képalkotási technikák érdekelték.
2003-ban Budapestre költözött, és illusztrátorként helyezkedett el egy online-tananyag-fejlesztő cégnél, majd 2006-tól távmunkában dolgozott, ekkor kezdte alkalmazni a szabadkézi technikákat. Ezzel párhuzamosan festést és rajzolást tanult Szigeti Tamás és Dulishkovich Bazil festőművész-tanárok irányítása alatt.
2007-ben jelent meg az első általa illusztrált mesekönyv. Olyan szerzők műveihez készített rajzokat, mint Varró Dániel vagy Berg Judit, és ő illusztrálta Tandori Dezső gyermekeknek szóló, medvés verseskötetét is. Mielőtt azonban könyv lett volna belőle, a medvés kiállítás két évig járta az országot, ezen medvék alapján készültek az említett játékok is. Legismertebb figurája Maszat a Berg Judit-könyvekből.
Külföldi kiadók is megkeresik, hogy illusztrálja könyveiket. Saját könyve is megjelent Kicsi, nagy címmel.

## Illusztrált kötetek
- Nyilasi Judit: Wan-Wan és a kacagóvirágok. 2010
- Tasnádi Emese: Julijuli és Mackó. 2011
- Berg Judit: Cipelő cicák a városban. 2012
- Tandori Dezső: Medveálom madárszárnyon. 2012
- J. Kovács Judit - Lackfi János: Százérintő - Ölbeli játékok és mondókák. 2013
- Varró Dániel: Nem, nem, hanem. 2013
- Agócs Írisz - Innes Shona: Az élet olyan, mint a szél. 2014
- Berg Judit: Maszat játszik. 2015
- Carl-Johan Forssén Ehrlin: Szép álmokat, Ella! 2016
- Berta Ádám: Szöszmösz, a tündéregér. 2023

## Saját kötet
- Kicsi, nagy. Pozsonyi Pagony Kft., 2012